# Mary Livingstone
Mary Livingstone (właśc. Sadya Marcowitz; ur. 25 czerwca 1905 w Seattle, zm. 30 czerwca 1983 w Los Angeles) – amerykańska aktorka filmowa i telewizyjna, występująca także na antenie radia.

## Wybrana filmografia
- 1937: Proszę tędy jako Maxine Barry
- 1938: College Swing jako Bileterka

## Wyróżnienia
Posiada swoją gwiazdę na Hollywoodzkiej Alei Gwiazd.